# Vorgluten des Balkanbrandes
Vorgluten des Balkanbrandes ist ein gut einstündiges, deutsches Stummfilm-Kriegs- und Liebesmelodram aus dem Jahre 1912 von Joe May mit Ernst Reicher und Sabine Impekoven, die beide hier mutmaßlich ihren Einstand vor der Kamera gaben, in den Hauptrollen. May selbst spielte die Schlüsselrolle eines verräterischen Buckligen, der sich vom Saulus zum Paulus wandelt.

## Handlung

### Erster Akt
Irgendwo auf dem Lande, kurz vor Ausbruch der Balkankriege im frühen 20. Jahrhundert. In einem kleinen montenegrinischen Dorf namens Goritza lebt der reiche Bauerssohn Mirko, eine Prachtgestalt von einem Mann, um den sich die anderen jungen Männer des Ortes scharen und dem die jungen Frauen ihre Herzen zuwerfen. Vor allem die schöne Tochter des Dorfkrug-Wirtes, Jeritza, hat es ihm angetan. Um ihre Gunst buhlt aber auch der verwachsene, hässliche Bucklige Ivo, eine von allen im Umkreis gemiedene Gestalt mit niedriger Gesinnung. Gern versammeln sich die Männer des Ortes am Sonntag im Dorfkrug, denn dort schenkt ihnen die allseits begehrte Jeritza ein. Als draußen vor dem Wirtshaus Finsterling Ivo auf Jeritza wartet, um sie wie ein wildes, lüsternes Tier anzufallen, ist Mirko alsbald zur Stelle und schleudert den verhinderten Vergewaltiger kurzerhand zu Boden.
Da trifft eine Hiobsbotschaft in der dörflichen Idylle ein: Die Region stehe, so heißt es, kurz vor einem Krieg! Für die jungen Männer des Ortes ist es Ehrensache, sich freiwillig zu den Waffen zu melden. Auch Mirko will unbedingt seinem Vaterland dienen. Jeritza hingegen ist voller Ängste, sie kann die Kriegsbegeisterung der Männer nicht verstehen und macht sich große Sorgen. Eine Spezialeinheit des feindlichen Kriegsherrn Muhed Pascha bedroht die Dorfidylle im montenegrinischen Nirgendwo, als diese Elitetruppe vorprescht. Als deren Hauptmann Benares das Dorf besetzt, stößt er auf Ivo, der gegenüber dem Invasoren nur allzu gern Mirko als gefährlichen Gegner anschwärzt, in der Hoffnung, so den Nebenbuhler ein für allemal loszuwerden. Jeritza durchschaut Ivos heimtückisches Spiel, kann aber nicht verhindern, dass der Krüppel den feindlichen Soldaten den Weg zum Lager von Mirko und seinen Männern weist. Die Wirtstochter verkleidet sich als Mann und Soldat und reitet im wilden Galopp den eigenen Leuten entgegen, um diese vor Ivos Verrat und den feindlichen Soldaten zu warnen.

### Zweiter Akt
Die feindlichen Reiter des Hauptmanns Benares reiten ebenfalls Mirkos Lager entgegen, als diese den Angriff erkennen und sich noch rechtzeitig in einem Blockhaus verschanzen können. Jeritza kommt zu spät, entscheidet sich aber, hier nicht weiter einzugreifen, sondern stattdessen militärische Hilfe von der eigenen Armee im Hauptquartier zu holen. Mirko hat dieselbe Idee und schleicht sich aus dem belagerten Blockhaus davon, um Hilfe zu holen. Ivo, der Bucklige, wird angesichts seines schrecklichen Verrats von Reue erfasst und manipuliert in der folgenden Nacht die Gewehrschlösser des Feindes. Dabei ertappen ihn einige Soldaten des Hauptmann Benares, fesseln Ivo an einen Baum und planen, am kommenden Morgen den reuigen Überläufer standrechtlich zu füsilieren.
Ehe es zum äußersten kommen kann, trifft militärischer Entsatz ein, der sowohl Mirkos Kameraden als auch dem schurkischen Ivo das Leben retten. Die gegnerischen Soldaten werden vertrieben, und Jeritza schleudert Ivo all den Hass entgegen, den eine Liebende für den Verrat am eigenen Land und die damit einhergehende Bedrohung des Lebens ihres Liebsten empfindet. Dennoch entscheidet man, Ivos Leben zu schonen, denn immerhin hat er versucht, durch Sabotage an den Gewehren des Feindes diesen an der Einnahme des Blockhauses zu hindern. Dann reitet Jeritza ihrem Liebsten, Mirko, entgegen, um ihn in den Arm nehmen zu können.

### Dritter Akt
Mirko befindet sich jedoch nicht länger im Blockhaus, hatte er sich doch mit seinem Pferd in Richtung eigenes Hauptquartier aufgemacht. Dort ist er jedoch nie angekommen, denn sein Ross begann, in starkem Ritt von gegnerischen Soldaten verfolgt, auf einmal zu lahmen. Zum Glück hatte man vom Hauptquartier einen Aufklärungsflieger losgeschickt, der von oben die militärische Lage erkunden soll. Dabei machte man den einsamen Reiter Mirko aus. Ein Generalstäbler, der sich mit einem Fahrzeug in Richtung Front aufmacht, entdeckt Mirko und sammelt ihn, ehe der Feind seiner habhaft werden kann, auf. Doch die Rettung währt nur kurz, denn das Fahrzeug hat eine Panne, und die feindlichen Soldaten auf ihren Pferden kommen immer näher!
Glücklicherweise hat der Aufklärungsflieger nicht einfach abgedreht, als man Mirko in das Auto verfrachtete. Die Türken haben bald den Generalstäbler und Mirko in Schussweite, und Mirkos Retter wird von einer Kugel tödlich getroffen. Ehe Mirko in Feindeshand gerät, landet der Doppeldecker und nimmt, wie in einem Husarenstück, den schwer bedrängten Mirko auf. Der ausgestoßene Ivo irrt derweil in der Wildnis umher und sieht, wie der Aufklärungsflieger trudelt und abzustürzen beginnt. Er eilt an die Absturzstelle und entdeckt zu seiner Überraschung den einstigen Nebenbuhler Mirko an Bord. Um seinen Verrat erneut zu sühnen, holt der Bucklige Mirko aus dem Wrack. Der kann nun endlich seiner Jeritza in die Arme sinken, während Ivo, zum Schutz der beiden Liebenden, einem gegnerischen Soldaten, der das junge Glück morden will, in die Arme fällt und sich damit selbst opfert.

## Produktionsnotizen
Vorgluten des Balkanbrandes, Arbeitstitel Iwan, der Bucklige, entstand im Herbst 1912 in Berlins Continental-Kunstfilm-Atelier in der Chausseestraße 123. Der Dreiakter besaß (in seiner österreichischen Fassung) eine Länge von etwa 1120 Meter und passierte im November 1912 die Filmzensur. Die Uraufführung fand am 30. desselben Monats statt. In Österreich-Ungarn, wo der Film unter diesem Titel im November 1912 von der Zensur nicht zugelassen wurde, lief er ab dem 12. September 1913 unter dem Titel Das ist der Krieg!.

## Kritik
Die Linzer Tages-Post befand, „Die Handlung … enthält sehr spannende Momente.“